# Aléxandros Kumunduros
Aléxandros Kumunduros (en griego: Αλέξανδρος Κουμουνδούρος; también: Koumoundouros, Komunduros o Coumoundouros) (1817-26 de febrero de 1883). Político y hombre de estado griego, varias veces primer ministro del país y ministro de Economía.

## Comienzos
Nació en Mani, en el Peloponeso. Era hijo de Spiridonas-Galanis Koumoundouros, el último bey durante la ocupación turca. Estudió derecho en Atenas.

## Carrera política
En 1868 fundó su propio periódico y un partido político efímero.
Durante sus 50 años de vida pública, trató de mantener neutralidad entre las tres grandes potencias de la época (Gran Bretaña, Francia y Rusia). Aunque inclinado hacia las primeras, temía el poder de la última. Fue primer ministro de Grecia 10 veces. Tuvo influencia en la redacción de la constitución de 1864 y más tarde se distanció del rey Jorge I de Grecia, en desacuerdo con su postura en el Congreso de Berlín de 1878. Fue el patrón político del padre del futuro dictador griego Ioannis Metaxás.
Su más grande éxito fue el acuerdo con los turcos del 31 de marzo de 1881 para la anexión de las regiones de Tesalia y Arta al Reino de Grecia.
Murió en Atenas, donde fue enterrado.